# 黄海の大捷
s:黄海の大捷
このページはウィキペディア日本語版の外、ウィキメディア財団内外の他のプロジェクトへのソフトリダイレクト（ウィキ間リンクの一種）です。（Template:Softredirect）